# Bistrița (Siret)
Pour les articles homonymes, voir Bistrita.
Pour la rivière de même nom en Transylvanie, voir Bistrița (Someș) (ro).
La Bistrița est une rivière de Moldavie, en Roumanie, sous-affluent du Danube par le Siret.

## Géographie

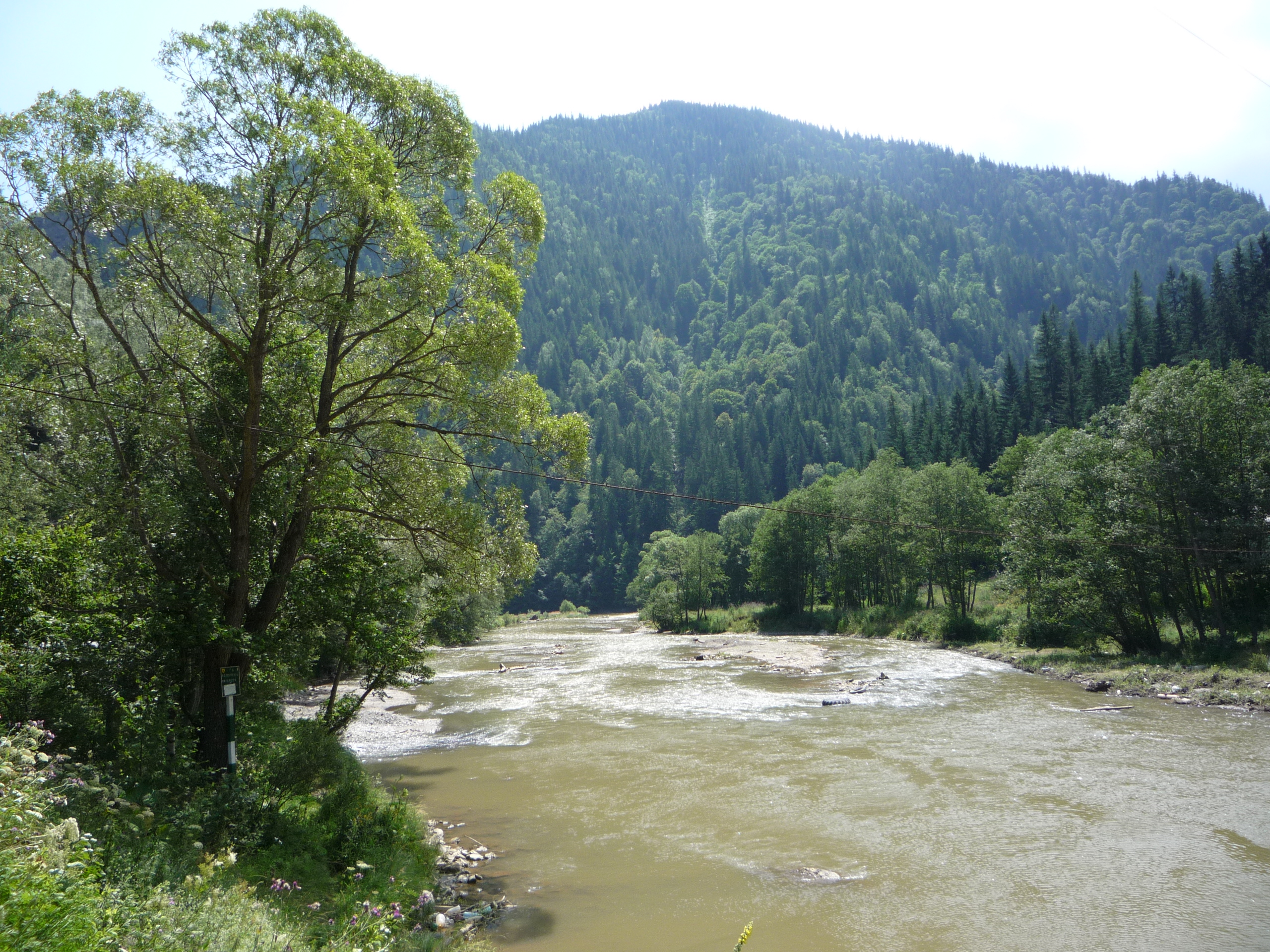
La Bistrița à Vatra Dornei.

La Bistrița (Bistritz en allemand) prend sa source près du mont Ineu dans les monts Rodna, à 1 649 m d'altitude, dans les Carpates orientales intérieures, dans le județ de Maramureș.
Après avoir coulé vers le nord, elle s'oriente au sud-est et sert de limite avec le județ de Bistrița-Năsăud. Elle pénètre ensuite dans le județ de Suceava, arrose Vatra Dornei et coule vers le nord-est avant de reprendre son cours vers le sud-est.
Elle entre alors dans le județ de Neamț, traverse le lac Izvorul Muntelui, les villes de Bicaz, Piatra Neamț, Roznov, pénètre dans le județ de Bacău, arrose Buhuși et Bacău avant de se jeter dans le Siret à 134 m d'altitude.
Le cours supérieur de la rivière (en amont de Vatra Dornei) est connu sous le nom de Bistrița Auire (Bistrița dorée en français, Goldener Bistritz en allemand).

## Hydrographie
Les principaux affluents de la Bistrița sont :
sur la rive gauche
- le Cracău

sur la rive droite
- la Dorna (ro) qui rejoint la Bistrița à Vatra Dornei (source près du mont Pietrosul, dans les Monts Călimani) ;
- la Neagra Șarului, venant elle aussi des Monts Călimani ;
- la Neagra Broșteni ;
- la Bistricioara ;
- la Bicaz, qui prend sa source dans les Monts Gurghiu, dans le județ de Harghita[1].

## Description
Du fait que deux tiers de la superficie se trouvent dans la zone carpathique et seulement un tiers dans la zone collinaire, dans les dépressions subcarpathiques et dans la plaine, le bassin de la rivière a un caractère montagneux. La rivière Bistrita et ses affluents appartiennent au type rhéocriène. L’alimentation en eau se fait autant d’eau souterraine que de précipitations. Le sol de la rivière est formé de grands blocs de pierre et de gravier, dans la zone des ilots alluviaux, il y a du sable et de la vase. Le milieu naturel de la rivière est favorable à la croissance et au développement des salmonidés.

## Aménagements
Plusieurs barrages et retenues ont été construits tout au long du cours de la rivière. Le plus important est le barrage de Bicaz construit dans les années cinquante.